# Осліковська Олена Сергіївна
Олена Сергіївна Осліковська (нар. 31 травня 1896 р. у м. Летичів Камянець-Подільської губернії (нині Хмельницької обл.) - 14 серпня 1990 р. м. Москва, Росія) - українська письменниця, прозаїк, публіцист, кандидат економічних наук, Почесна громадянка міста Летичева (1980 р.).

## Біографія
Олена Сергіївна Осліковська народилася 31 травня 1896 року в м. Летичів Кам’янець-Подільської губернії (нині Хмельницька обл.) у збіднілій дворянській родині . 
Освіту Олена Сергіївна  здобула у Одеській гімназії. 
У 1918 р. брала участь у збройній боротьбі за встановлення Радянської влади на Поділлі, в 1919 р. була призначена комісаром народної освіти та соціального забезпечення у Летичівському повітовому управлінні. Учасниця Громадянської війни (1917-1921 рр.), була медсестрою. Член КПСС (Комуністична партія Радянського Союзу) з 1919 р.
В 1922 р. закінчила Одеський сільськогосподарський інститут за фахом агроном (нині Одеський національний аграрний університет). Працювала вчителем Летичівського міського жіночого училища, завідуючою інспекторського кредитно-фінансового відділу Одеського сільськогосподарського банку.
Була одним із організаторів тракторних об'єднань у сільськогосподарських колгоспах СРСР.
Проживала у Москві.

## Наукова діяльність
Олена Сергіївна Осліковська - кандидат економічних наук, членкиня спілки журналістів СРСР, головний редактор журналу «Наука і передовий досвід в сільському господарстві». 
У своїх працях започаткувала дослідження  та вивчення наслідків ліквідації поміщицького землеволодіння, вилучення земельних лишків та перерозподіл земельного фонду, аграрні перетворення після революції 1917 року.  
Вона є автором  нарисів, спогадів, повістей про Поділля та Волинь, в яких поділилася спогадами про перебування у Вінниці та про її рідну Хмельниччину. 
Свої праці передала на зберігання в Хмельницький обласний державний архів у Кам’янці-Подільському, пізніше її  фонд було передано до Державного архіву Хмельницької області. 
У своїй книзі "Великі події в маленькому місті" Олена Осліковська описала події революції 1917-1919 рр., які розвивалися у м. Летичів.   Крім власних спогадів, вона використала архівні документи – дві папки справ Летичівського повітового комісара Тимчасового уряду, які вона відшукала у Харкові. Завдяки живим свідченням і архівним документам авторці вдалося хронологічно відтворити тривожні і бурхливі події тих років.
У 1980 році депутати Летичівської селищної ради присвоїли їй звання почесного громадянина Летичева.  
Померла 14 серпня 1990 року в Москві. 